# Powiat leżajski

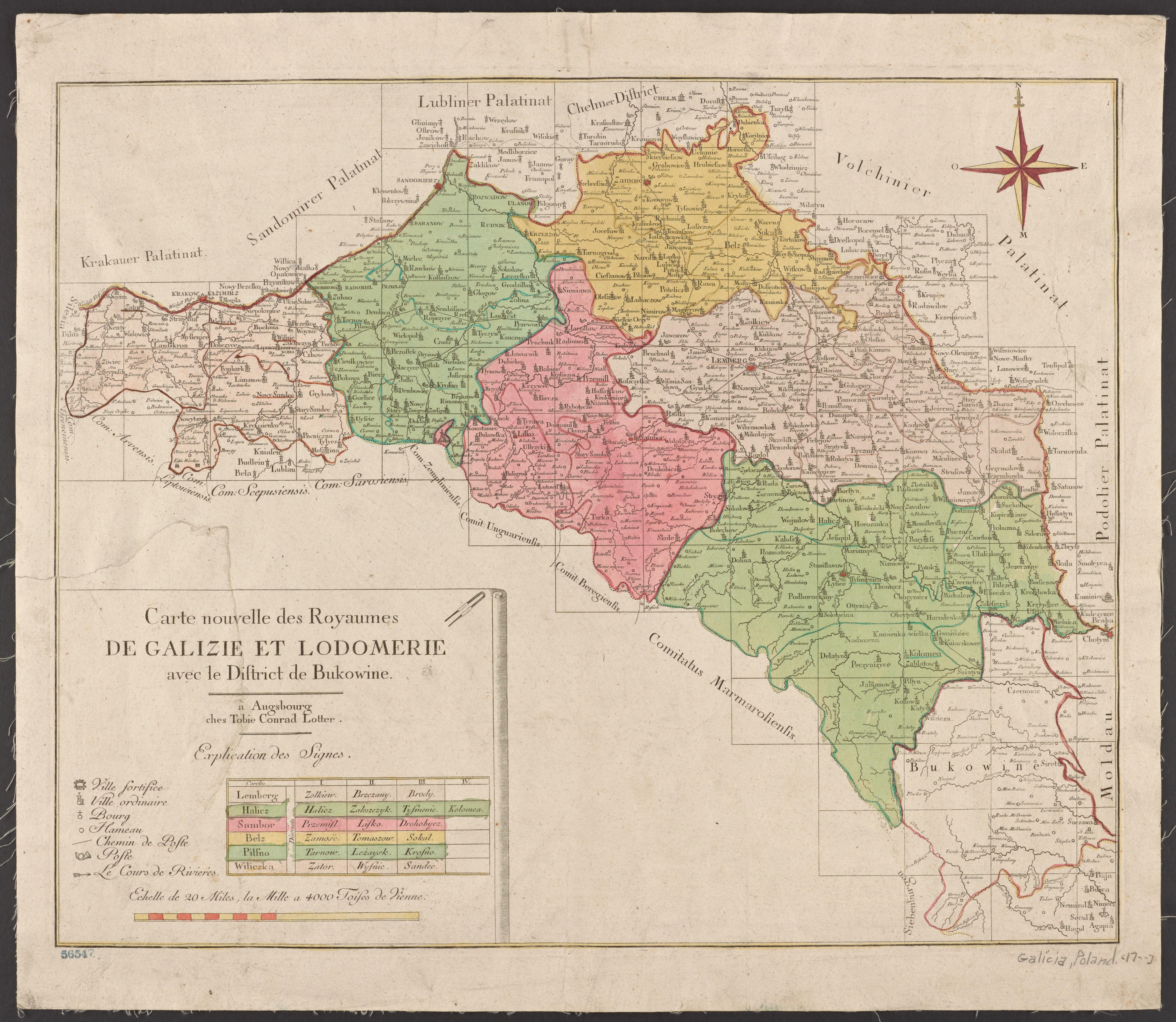
Dystrykt leżajski na mapie Królestwa Galicji

Powiat leżajski – powiat w Polsce (województwo podkarpackie), utworzony w 1999 roku w ramach reformy administracyjnej. Jego siedzibą jest miasto Leżajsk.
Według danych z 31 grudnia 2019 roku powiat zamieszkiwało 69 370 osób. Natomiast według danych z 30 czerwca 2020 roku powiat zamieszkiwały 69 233 osoby.

## Podział administracyjny
W skład powiatu wchodzą:
- gminy miejskie: Leżajsk
- gminy miejsko-wiejskie: Nowa Sarzyna
- gminy wiejskie: Grodzisko Dolne, Kuryłówka, Leżajsk
- miasta: Leżajsk, Nowa Sarzyna

## Demografia

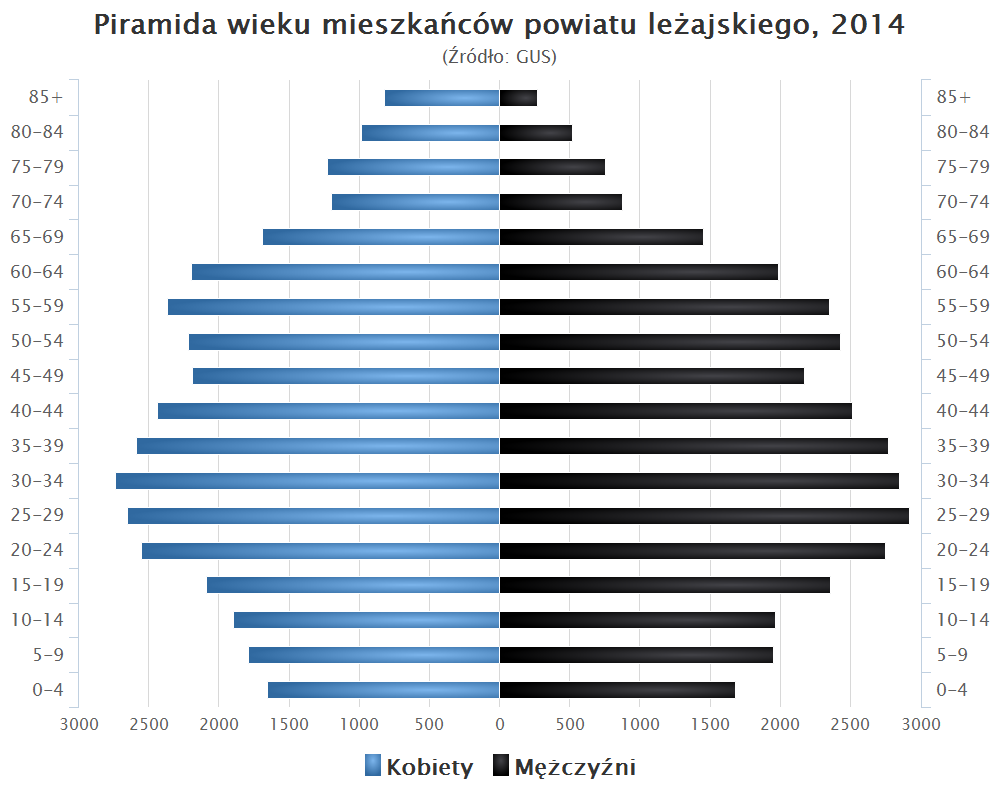
Piramida wieku mieszkańców powiatu leżajskiego w 2014 roku

Liczba ludności (dane z 30 czerwca 2005):
|        | Ogółem | Ogółem | Kobiety | Kobiety | Mężczyźni | Mężczyźni |
| osób   | %      | osób   | %       | osób    | %         |           |
| ------ | ------ | ------ | ------- | ------- | --------- | --------- |
| Ogółem | 69 251 | 100    | 35 068  | 50,64   | 34 183    | 49,36     |
| Miasto | 20 736 | 29,94  | 10 797  | 15,59   | 9939      | 14,35     |
| Wieś   | 48 515 | 70,06  | 24 271  | 35,05   | 24 244    | 35,01     |

▶Wieś vs ▶miasto
Ogółem (▶k, ▶m)
Miasto (▶k, ▶m)
Wieś (▶k, ▶m)

## Historia
Leżajsk został po raz pierwszy siedzibą starostwa w 1424 roku. W latach 1433–1772 było to starostwo niegrodowe i obejmowało osady: Leżajsk, Dębno, Giedlarowa, Sarzyna, Wierzawice, Jelna, Kuryłówka, Ożanna, Rzuchów, Siedlanka, Wywłoka, Luchów, Płoin.
W latach 1775–1782 w ramach cyrkułu pilzneńskiego zaboru austriackiego funkcjonował dystrykt leżajski.
W  1855 roku w ramach cyrkułów w zaborze austriackim utworzono 178 powiatów a Leżajsk został jednym z nich, ale na krótko bo przez okres 12 lat (do 1867 roku). Ówczesny powiat obejmował swym zasięgiem 33 osady (Biedaczów, Brzóza Królewska, Brzyska Wola, Chodaczów, Dębno, Dornbach, Giedlarowa, Gillershof, Grodzisko Dolne, Grodzisko Górne, Gwizdów, Hucisko, Jastrzębiec, Jelna, Judaszówka, Königsberg, Kuryłówka, Leżajsk, Laszczyny, Łukowa, Ożanna, Opaleniska, Przychojec, Rzuchów, Ruda Łańcucka, Sarzyna, Siedlanka, Stare Miasto, Tarnawiec, Wierzawice, Wola Żarczycka, Wólka Grodziska, Wólka Niedźwiedzka) zamieszkane przez 31.890 osób, a powierzchnia powiatu wynosiła 7,2 mil kwadratowych.
Powiat leżajski po raz kolejny został powołany dnia 1 stycznia 1956 roku w województwie rzeszowskim, czyli 15 miesięcy po wprowadzeniu gromad w miejsce dotychczasowych gmin (29 września 1954) jako podstawowych jednostek administracyjnych PRL. Na powiat leżajski złożyło się jedno miasto i 20 gromad, które wyłączono z trzech ościennych powiatów:
- z pow. łańcuckiego (woj. rzeszowskie):
  - miasto Leżajsk
  - gromady Brzoza Królewska, Brzyska Wola, Dębno, Giedlarowa, Grodzisko Dolne, Grodzisko Górne, Gwizdów, Jelna, Kuryłówka, Piskorowice, Stare Miasto, Ruda Łańcucka, Wierzawice, Wola Żarczycka, Wólka Niedźwiedzka i Zmysłówka
- z pow. niżańskiego (woj. rzeszowskie):
  - gromady Łętownia i Tarnogóra
- z pow. biłgorajskiego (woj. lubelskie):
  - gromady Bystre i Krzeszów (zmiana przynaleźności wojewódzkiej gromad)

1 stycznia 1956 roku z gromady Ruda Łańcucka wyłączono miejscowość Sarzyna Osiedle, z której utworzono osiedle Sarzyna.
1 stycznia 1973 roku zniesiono gromady i osiedla a w ich miejsce reaktywowano gminy. Tego samego dnia znoszone osiedle Sarzyna otrzymało prawa miejskie i nazwę Nowa Sarzyna. Powiat leżajski podzielono na 2 miasta i 8 gmin:
- miasta Leżajsk i Nowa Sarzyna
- gminy Brzóza Królewska[13], Giedlarowa[14], Grodzisko Dolne, Krzeszów[15], Kuryłówka, Leżajsk, Ruda Łańcucka[16] i Wola Żarczycka[17]

W 1974 roku gminę Ruda Łańcucka przekształcono w gminę Nowa Sarzyna.
Po reformie administracyjnej obowiązującej od 1 czerwca 1975 roku terytorium zniesionego powiatu leżajskiego włączono głównie do nowego (mniejszego) województwa rzeszowskiego, oprócz gminy Krzeszów, którą przyłączono do województwa tarnobrzeskiego. 2 lipca 1976 roku zniesiono gminy Brzóza Królewska, Giedlarowa i Wola Żarczycka. 1 września 1977 roku likwidacji uległa także gmina Krzeszów, którą jednak reaktywowano 1 października 1982 roku.
1 stycznia 1992 roku miasto i gminę Nowa Sarzyna połączono we wspólną gminę miejsko-wiejską Nowa Sarzyna. 27 listopada 1996 roku miasto Leżajsk zostało określone jako gmina miejska.
Wraz z reformą administracyjną z 1999 roku w województwie podkarpackim przywrócono powiat leżajski. W porównaniu z obszarem z początku 1975 roku powiat leżajski został zmniejszony o gminę Krzeszów, która znalazła się w powiecie niżańskim w tymże województwie.
Porównując obszar dzisiejszego powiatu leżajskiego z obszarem z 1956 roku można zauważyć, że niektóre tereny dawnego powiatu leżajskiego znajdują się obecnie w powiecie niżańskim (obszary dawnych gromad Bystre i Krzeszów) oraz w powiecie rzeszowskim (obszar dawnej gromady Wólka Niedźwiedzka).

## Starostowie leżajscy
- Stanisław Chmura (1999–2002) (AWS)
- Zbigniew Rynasiewicz (2002–2005) (PO)
- Władysław Kozikowski (2005–2006) (PiS)
- Robert Żołynia (2006–2010) (PO)
- Jan Kida (2010–2014) (PiS)
- Marek Śliż (2014–2024) (PiS)
- Zdzisław Leśko (od 2024) (PiS)

## Sąsiednie powiaty
- powiat przeworski
- powiat łańcucki
- powiat rzeszowski
- powiat niżański
- powiat biłgorajski (lubelskie)